# Gvozdarus
Gvozdarus is een geslacht van straalvinnige vissen uit de familie van ijskabeljauwen (Nototheniidae).

## Soorten
- Gvozdarus balushkini Voskoboinikova & Kellermann, 1993
- Gvozdarus svetovidovi Balushkin, 1989